# Schizophrys pakistanensis
Schizophrys pakistanensis is een krabbensoort uit de familie van de Majidae. De wetenschappelijke naam van de soort is voor het eerst geldig gepubliceerd in 1995 door Tirmizi & Kazmi.